# Dites au prince charmant
 (avril 2016).
Si vous disposez d'ouvrages ou d'articles de référence ou si vous connaissez des sites web de qualité traitant du thème abordé ici, merci de compléter l'article en donnant les références utiles à sa vérifiabilité et en les liant à la section « Notes et références ».
Albums de Lio
Cœur de rubis
(2003) Je garde quelques images... pour mes vies postérieures
(2008)
Singles
Dites au prince charmant, sorti en janvier 2006 chez Recall, est le huitième album studio de la chanteuse Lio.
L'album atteint la 105e position au Top français et la 46e place au top belge.

## Titres
| n° | titre                           | paroles            | musique                                   | durée |
| -- | ------------------------------- | ------------------ | ----------------------------------------- | ----- |
| 1  | Vieil Ami                       | Doriand            | Doriand, Peter Von Poehl, Félix Niklasson | 3:12  |
| 2  | Les hommes me vont si bien      | Doriand            | Peter Von Poehl                           | 3:20  |
| 3  | Dites au prince charmant        | Doriand            | Peter Von Poehl                           | 3:42  |
| 4  | Le même sourire                 | Jacques Duvall     | Jay Alanski                               | 3:20  |
| 5  | Light                           | Doriand            | Peter Von Poehl                           | 3:06  |
| 6  | Attends ou va-t'en              | Serge Gainsbourg   | Serge Gainsbourg                          | 2:34  |
| 7  | La Fin du monde                 | Jacques Duvall     | Joseph Racaille                           | 3:57  |
| 8  | Dans les bras d'un enfant       | Doriand            | Peter Von Poehl                           | 2:44  |
| 9  | L'Âge des saisons               | Doriand            | Peter Von Poehl                           | 5:41  |
| 10 | Hall de gare                    | Helena Noguerra    | Doriand, Peter Von Poehl                  | 3:18  |
| 11 | L'Étendue des dégâts            | Marie Darrieussecq | Doriand, Peter Von Poehl                  | 2:36  |
| 12 | Mon bébé                        | Jacques Duvall     | Joseph Racaille                           | 3:48  |
| 13 | Sacré Cœur (titre bonus)        | Doriand            | Doriand, Peter Von Poehl, Félix Niklasson | 2:23  |
| 14 | L'Objet du litige (titre bonus) | Jacques Duvall     | Jay Alanski                               | 2:56  |

Les deux titres bonus sont disponibles sur la version digipack

## Personnel
Musiciens :
- batterie, percussion : Jens Jansson
- piano, orgue (électrique) : Erik Hjarpe
- chœur : Doriand
- guitare et chœur : Peter Von Poehl
- basse, flûte, saxophone, cordes, instruments additionnels : Christoffer Lundquist
- violon : Thomas Ebrelius

Masterisé par Chab
Photo : Helena Noguerra